# IPP Open 2005
L'IPP Open 2005 è stato un torneo di tennis facente parte della categoria ATP Challenger Series nell'ambito dell'ATP Challenger Series 2005. Il torneo si è giocato a Helsinki in Finlandia dal 14 al 20 novembre 2005 su campi in cemento indoor.

## Vincitori

### Singolare
Björn Rehnquist ha battuto in finale  Tomáš Cakl con il punteggio di 7–6(2), 7–6(4).

### Doppio
Yves Allegro /  Michael Kohlmann hanno battuto in finale  Christopher Kas /  Philipp Petzschner con il punteggio di 4–6, 6–1, 6–4.